# 1523
El 1523 (MDXXIII) fou un any comú començat en diumenge del calendari julià.

## Esdeveniments
Països Catalans
- 6 de març - Palma (Mallorca): després de la capitulació de la ciutat, les forces reialistes empresonen Joanot Colom al castell de Bellver el qual, com a cap de les Germanies de Mallorca, havia dirigit la resistència de la ciutat; fou mort el 3 de juny.
- 18 de juliol - Atorgament del títol de ciutat a Alcúdia.

Món
- 6 de juny: Strängnäs (Suècia): Gustau I fou escollit rei de Suècia establint finalment la independència total de Suècia de Dinamarca, que marca la fi de la Unió de Kalmar. Aquest esdeveniment també es considera tradicionalment l'establiment de la nació sueca moderna.[1]

## Naixements
Països Catalans
Món
- 5 de juny - Saint-Germain-en-Laye (Regne de França): Margarida de Valois i de França, princesa de França, Duquessa de Berry i duquessa consort de Savoia. (m. 1574).[2]
- 13 de novembre, Urbino: Laura Battiferri, poeta italiana del Renaixement (m. 1589).[3]

## Necrològiques
Països Catalans
- 3 de juny - Palma (Mallorca): Joanot Colom, cap de les Germanies de Mallorca, executat per les autoritats reialistes.
- Francí Vicenç, 39è President de la Generalitat de Catalunya.
- Esteve de Garret, 48è President de la Generalitat de Catalunya.

Món
- Roma, Itàlia: Adrià d'Utrecht, Regent de Castella (1520-1522) (n. Utrecht, Holanda 1459)
- 23 de maig - Japó: Ashikaga Yoshitane, 26è shogun
- 29 d'agost - Ulrich von Hutten, cavaller i poeta alemany (n. 1488)
- 14 de setembre - Roma, Estats Pontificis: Adrià VI, papa (n. 1459).[4]